# Eliza Dushku

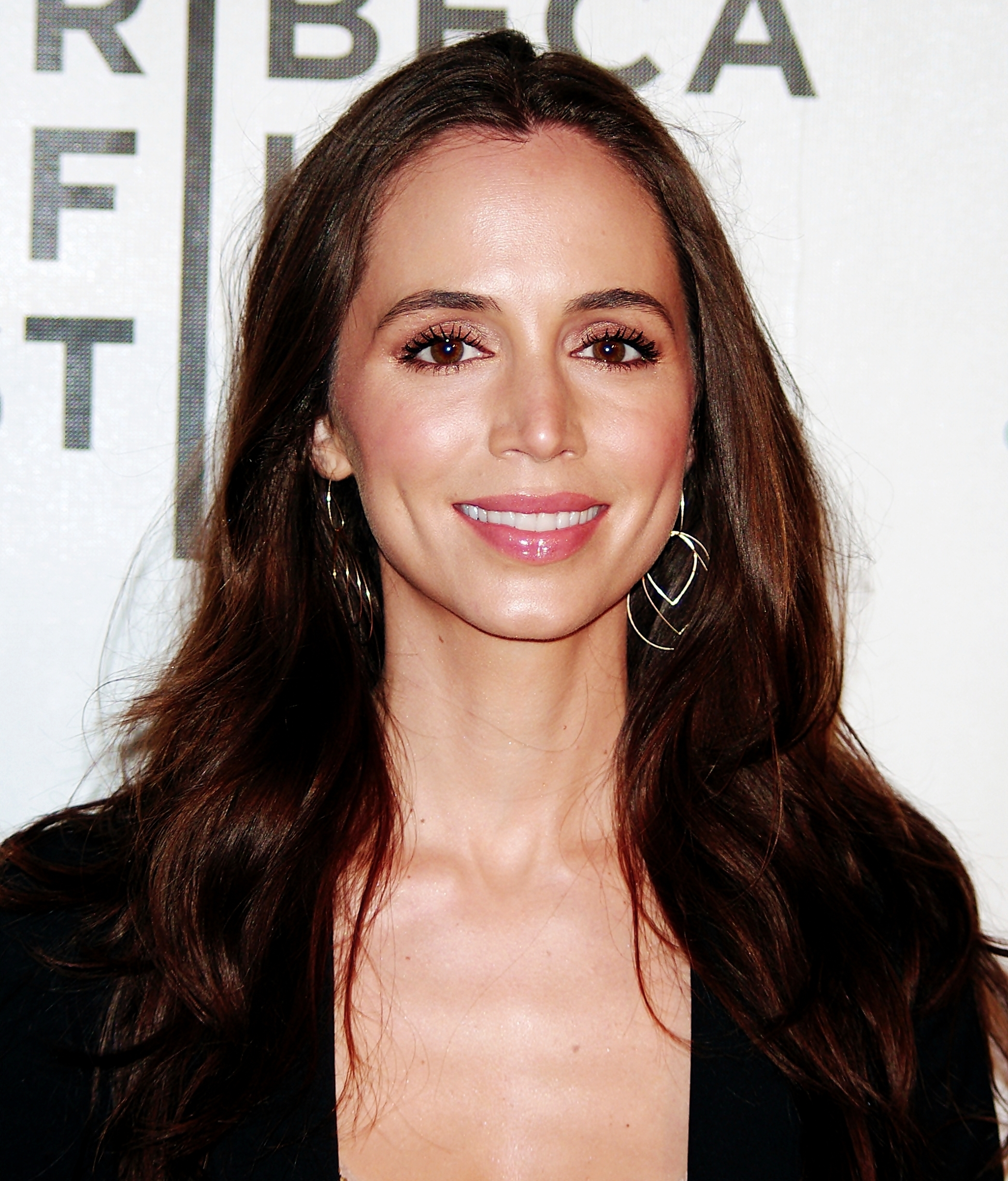
Eliza Dushku beim Tribeca Film Festival (April 2012)

Eliza Patricia Dushku ['duʃ.ku] (* 30. Dezember 1980 in Boston, Massachusetts) ist eine albanische-US-amerikanische Schauspielerin. Sie wurde durch ihre Rolle der Faith in den Fernsehserien Buffy – Im Bann der Dämonen und Angel – Jäger der Finsternis bekannt.

## Leben und Karriere
Ihr albanischer Vater, der aus Korça stammt, und ihre dänische Mutter Judith sind Universitätsprofessoren. Ihre Mutter lehrt an der Suffolk University in Boston Politikwissenschaft. Eliza Dushku wurde in mormonischem Glauben erzogen.
Dushku begann ihre Filmkarriere im Alter von zehn Jahren im Film That Night. Sie sammelte früh Erfahrungen im Watertown Children’s Theater. Als Filmtochter von Arnold Schwarzenegger und Jamie Lee Curtis in True Lies – Wahre Lügen war sie im Alter von 14 Jahren zu sehen.
1996 legte Dushku eine zweijährige Pause ein, um ihren Highschool-Abschluss an der Watertown Highschool zu machen. Danach wollte sie ihr Studium beginnen. Als sie aber die Rolle der Faith Lehane in Buffy – Im Bann der Dämonen und später als Nebendarstellerin in Angel – Jäger der Finsternis erlangte, entschloss sie sich, es vorerst zu verschieben, um sich ganz ihrer Filmkarriere zu widmen. Nach dem großen Erfolg von Girls United im Jahr 2000 an der Seite von Kirsten Dunst stand sie für kleinere Fernsehauftritte vor der Kamera.
2003 begannen die Dreharbeiten zu Dushkus erster eigener Serie Tru Calling, in der sie die Studentin Tru Davis spielt, die nachts in einer Leichenhalle arbeitet und dort das Schicksal von verstorbenen Menschen ändert, indem sie Tage wiedererlebt und versucht, die unschuldig zu Tode Gekommenen zu retten. Die Serie wurde jedoch mangels Erfolg nach wenigen Episoden der zweiten Staffel abgesetzt.
Um ihr Lampenfieber zu bekämpfen, spielte sie früher Theaterstücke für Gehörlose, denn sie beherrscht neben mehreren Musikinstrumenten die Gebärdensprache. Im Winter 2005/2006 trat sie in New York City im Off-Broadway-Stück Dog Sees God auf.
2008 entwickelte Dushku zusammen mit Joss Whedon Dollhouse, seine neue Fernsehserie, die für FOX produziert wurde und im Februar 2009 Premiere hatte. Dushku spielte die Hauptrolle, Echo, eine so genannte „Puppe“, die in kindlicher Ahnungslosigkeit verbleibt, bis sie jemand für einen Auftrag jedweder Art engagiert. Das Dollhouse ist die Organisation, die Echo für einen Auftrag programmiert und nachher dafür sorgt, dass sich Echo an nichts mehr erinnern kann. Diese Prämisse erlaubte es Dushku, im Verlauf der Serie den Aufträgen entsprechend eine Vielzahl an unterschiedlichen Rollen zu spielen, und sollte ihr dennoch eine Möglichkeit zu langfristiger Charakterentwicklung geben, da Echo beginnt, ein Selbstbewusstsein zu entwickeln. Im Januar 2010 wurde die Serie jedoch nach der zweiten Staffel abgesetzt.
Dushku spielte in der Fernsehserie Bull zunächst eine Nebenrolle, sollte aber für die folgenden Staffeln eine Hauptrolle an der Seite von Michael Weatherly erhalten. Nachdem sie Vorwürfe wegen sexueller Belästigung gegen diesen erhoben hatte, erhielt sie eine Abfindung in Höhe von 9,5 Mio. USD und wurde von der Produktion gekündigt. Sie hatte sich in mehreren Situationen und durch diverse Aussagen und Anspielungen von Weatherly sexuell belästigt gefühlt. Im November 2021 sagte Dushku vor dem Justizausschuss des Repräsentantenhauses über ihre Erfahrungen und die sexuellen Belästigungen während ihrer Zeit bei Bull aus. U.a. existieren Videoaufnahmen, auf denen Weatherly von einem Dreier redet und sagt, dass er Dushku „gerne mal übers Knie legen würde“. Seinen Garderoben-Van bezeichnete er als „Vergewaltigungsmobil“. Weatherly, der zunächst alle Schuld von sich wies, entschuldigte sich in der Folge öffentlich.

### Persönliches
Am 9. August 2011 wurde ihr die albanische Staatsbürgerschaft verliehen. Sie war von 2009 bis 2014 mit dem ehemaligen Basketballspieler Rick Fox liiert. Bei ihrer Reise nach Albanien, Kosovo und Mazedonien im Jahr 2011 wurde sie von ihm begleitet.
Am 18. August 2018 heiratete sie den ehemaligen Tennisprofi und Geschäftsführer eines Immobilienbüros Peter Palandjian. Die beiden waren ab Juni 2017 verlobt. Gemeinsam haben sie zwei Söhne (* 2019 und 2021).

## Filmografie (Auswahl)

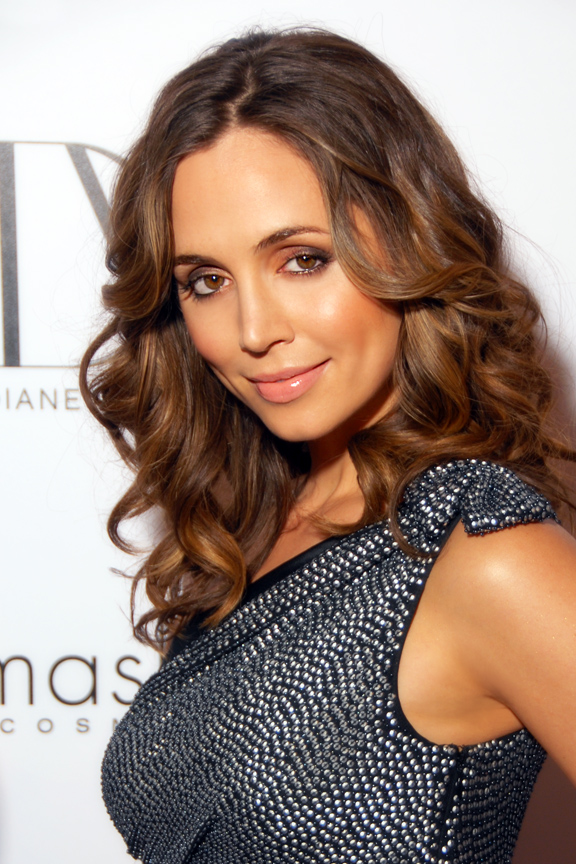
Dushku bei einer Mode-Veranstaltung in Los Angeles (2009)

- 1992: Zauber eines Sommers (That Night)
- 1993: This Boy’s Life
- 1994: True Lies – Wahre Lügen (True Lies)
- 1994: Fishing with George (Kurzfilm)
- 1995: Bye Bye, Love
- 1995: Journey – Verlorene Erinnerungen (Journey, Fernsehfilm)
- 1996: Race the Sun – Im Wettlauf mit der Zeit (Race the Sun)
- 1998–2000, 2003: Buffy – Im Bann der Dämonen (Buffy the Vampire Slayer, Fernsehserie, 20 Episoden)
- 2000: Girls United (Bring It On)
- 2000, 2003: Angel – Jäger der Finsternis (Angel, Fernsehserie, sechs Episoden)
- 2001: Jay und Silent Bob schlagen zurück (Jay and Silent Bob Strike Back)
- 2001: Soul Survivors
- 2002: The New Guy
- 2002: City by the Sea
- 2002: King of the Hill (Fernsehserie, Episode 7x01, Stimme)
- 2003: Wrong Turn
- 2003: The Kiss
- 2003–2005: Tru Calling – Schicksal reloaded! (True Calling, Fernsehserie, 27 Episoden)
- 2005: Die wilden Siebziger (That ’70s Show, Fernsehserie, Episode 7x15)
- 2006: The Last Supper (Kurzfilm)
- 2007: On Broadway
- 2007: Nobel Son
- 2007: Ugly Betty (Fernsehserie, Episode 2x09)
- 2007: Sex and Breakfast
- 2008: Bottle Shock
- 2008: The Coverup
- 2008: Alphabet Killer (The Alphabet Killer)
- 2009: Open Graves
- 2009: Wet (Videospiel, Stimme)
- 2009–2010: Dollhouse (Fernsehserie, 27 Episoden)
- 2010: Locked In
- 2010: The Big Bang Theory (Fernsehserie, Episode 4x07)
- 2011: White Collar (Fernsehserie, Episode 3x09)
- 2011: Batman: Year One
- 2011: The League (Fernsehserie, Episode 3x10)
- 2011: DC Showcase: Catwoman
- 2012: Noah’s Ark: The New Beginning
- 2013: Jay & Silent Bob’s Super Groovy Cartoon Movie
- 2013–2015: Hulk und das Team S.M.A.S.H. (Hulk and the Agents of S.M.A.S.H., Fernsehserie, 51 Episoden, Stimme)
- 2014: The Scribbler – Unzip Your Head (The Scribbler)
- 2015: Jane Wants a Boyfriend
- 2016: Banshee – Small Town. Big Secrets. (Banshee, Fernsehserie, Episoden 4x04–4x08)
- 2016: Eloise
- 2017: Bull (Fernsehserie, Episoden 1x21–1x23)
- 2017: The Saint (Fernsehfilm)